# Afrorudzik rdzawogardły
Afrorudzik rdzawogardły, koloratka rudogardła (Stiphrornis erythrothorax) – gatunek małego ptaka z rodziny muchołówkowatych (Muscicapidae), zamieszkujący Afrykę Subsaharyjską.

## Systematyka
Rodzaj Stiphrornis długo był uznawany za takson monotypowy, jednak Pamela Beresford i Joel Cracraft w 1999 roku zasugerowali wyróżnianie kilku gatunków – typowego S. erythrothorax, S. gabonensis, S. xanthogaster i S. sanghensis. Hipoteza ta była wspierana przez niektórych badaczy, m.in. Schmidta i współpracowników (2008), którzy opisali gatunek S. pyrrholaemus, czy Voelkera i współpracowników (2016). Według IOC World Bird List uznawanie ich za osobne gatunki obecnie jest jednak przedwczesne, mimo iż badania ich DNA sugerują dość istotną izolację tych taksonów, które ponadto różnią się ubarwieniem i bioakustyką. Badania molekularne sugerują, że gatunek wyewoluował w pliocenie, około 4 mln lat temu.
Badania genetyczne wskazują na przynależność rodzaju do muchołówek, a nie drozdów (Turdidae), w których umieszczano go w dawniejszych klasyfikacjach.

### Filogeneza
Kladogram według Voelkera i współpracowników (2016)
|  | Stiphrornis xanthogaster                                                       |
|  |                                                                                |
|  | \| \| Stiphrornis sanghensis \| \| \| \| \| \| Stiphrornis rudderi \| \| \| \| |
|  |                                                                                |
|  | Stiphrornis sanghensis                                                         |
|  |                                                                                |
|  | Stiphrornis rudderi                                                            |
|  |                                                                                |

|  | Stiphrornis sanghensis |
|  |                        |
|  | Stiphrornis rudderi    |
|  |                        |

|  | Stiphrornis xanthogaster                                                       |
|  |                                                                                |
|  | \| \| Stiphrornis sanghensis \| \| \| \| \| \| Stiphrornis rudderi \| \| \| \| |
|  |                                                                                |
|  | Stiphrornis sanghensis                                                         |
|  |                                                                                |
|  | Stiphrornis rudderi                                                            |
|  |                                                                                |

|  | Stiphrornis sanghensis |
|  |                        |
|  | Stiphrornis rudderi    |
|  |                        |

|  | Stiphrornis xanthogaster                                                       |
|  |                                                                                |
|  | \| \| Stiphrornis sanghensis \| \| \| \| \| \| Stiphrornis rudderi \| \| \| \| |
|  |                                                                                |
|  | Stiphrornis sanghensis                                                         |
|  |                                                                                |
|  | Stiphrornis rudderi                                                            |
|  |                                                                                |

|  | Stiphrornis sanghensis |
|  |                        |
|  | Stiphrornis rudderi    |
|  |                        |

|  | Stiphrornis xanthogaster                                                       |
|  |                                                                                |
|  | \| \| Stiphrornis sanghensis \| \| \| \| \| \| Stiphrornis rudderi \| \| \| \| |
|  |                                                                                |
|  | Stiphrornis sanghensis                                                         |
|  |                                                                                |
|  | Stiphrornis rudderi                                                            |
|  |                                                                                |

|  | Stiphrornis sanghensis |
|  |                        |
|  | Stiphrornis rudderi    |
|  |                        |

### Podgatunki
Wyróżniono kilka podgatunków S. erythrothorax, przez niektórych uznawanych za odrębne gatunki:
- S. erythrothorax erythrothorax – afrorudzik rdzawogardły – Sierra Leone do południowej Nigerii
- S. erythrothorax inexpectatus – afrorudzik brązowawy – Ghana
- S. erythrothorax dahomeyensis – afrorudzik dahomejski – Benin i Ghana
- S. erythrothorax gabonensis – afrorudzik gaboński – zachodni Kamerun do zachodniego Gabonu, Bioko
- S. erythrothorax pyrrholaemus – afrorudzik oliwkowy – południowo-zachodni Gabon
- S. erythrothorax xanthogaster – afrorudzik ciemnogrzbiety – południowo-wschodni Kamerun i północno-wschodni Gabon do południowej Ugandy
- S. erythrothorax rudderi – afrorudzik kongijski – okolice rzeki Kongo w Demokratycznej Republice Konga
- S. erythrothorax sanghensis – afrorudzik żółtogardły – południowo-zachodnia Republika Środkowoafrykańska

Autorzy Kompletnej listy ptaków świata oraz IUCN (stosująca ujęcie systematyczne opracowywane we współpracy BirdLife International z autorami Handbook of the Birds of the World) obecnie (2024) do S. erythrothorax zaliczają jedynie pierwsze cztery podgatunki z powyższej listy. Jeszcze inne ujęcie systematyczne (za eBird/Clements Checklist) stosuje serwis Birds of the World, który wyróżnia trzy podgatunki S. erythrothorax: erythrothorax, gabonensis i xanthogaster.

## Status
Od 2016 roku IUCN stosuje ujęcie systematyczne, w którym dzieli afrorudzika na 3 osobne gatunki; klasyfikuje je następująco:
- Stiphrornis erythrothorax – gatunek najmniejszej troski (LC – Least Concern), trend liczebności populacji spadkowy[2]
- Stiphrornis pyrrholaemus – gatunek bliski zagrożenia (NT – Near Threatened), trend liczebności populacji spadkowy[12]
- Stiphrornis xanthogaster – gatunek najmniejszej troski (LC – Least Concern), trend liczebności populacji spadkowy[13]